# Dimitar Awramow
Dimitar Wassilew Awramow (bulgarisch Димитър Василев Аврамов; * 2. Oktober 1943 in Wraza) ist ein bulgarischer Journalist und ehemaliger Abgeordneter der Partei Ataka für den Oblast Smoljan im 42. Narodno Sabranie (2013–2014).

## Werdegang
Dimitar Awramow hat ein Studium der Bulgarischen Philologie an der Universität Sofia absolviert. Er ist einer der Gründer der Zeitung Semja (bulgarisch Земя, Erde). Er arbeitet als Journalist für die Parteizeitung von Ataka seit ihrer Gründung (2005).
Dimitar Awramow spricht neben Bulgarisch noch Russisch. Er ist Vater zweier Söhne. Dimitar Awramow ist Ehrenmitglied des nationalen unabhängigen Offiziersbundes. Ende Juli 2014 trat er zu Nikolaj Barekows Partei über.

## Tätigkeit als Journalist
Dimitar Awramow ist der Szenarist des Dokumentarfilms Der Plan Bajasid-2: Die neue Knechtschaft und hat auch die Schwerpunkte dieses Plans in mehreren Artikeln geschildert. Diesen Schwerpunkten ordnet er u. a. folgende zu: Zerschlagung des bulgarischen Staates und Abspaltung von Territorien zugunsten des südöstlichen Nachbarn, die Theorie der türkisch-islamischen Synthese, die als Symbiose zwischen dem Nationalchauvinismus und dem Islam bezeichnet wird, die Doktrin der Außentürken (bulgarisch външни турци), dabei werde die Ethnie mit der Religion identifiziert, eine massenhafte Desinformation der öffentlichen Meinung sowohl in Bulgarien, als auch in anderen europäischen Staaten. Die Mohammedaner in Bulgarien seien bulgarischer Abstammung, dabei beruft sich Dimitar Awramow auf Ami Boué, Fjodor Kurganow (1844–1920), Sefket Aydemir (1897–1976), einen Artikel von Midhat Pascha u. a.
Dimitar Awramow beobachtet und legt die Entwicklungen in der Türkei aus, wie zum Beispiel die Festnahme des ehemaligen Chefs des Generalstabes Ismail Karadayi im Januar 2013. Da zu den Mitgliedern der 1997 wegen der Gefahr der Verbreitung von religiösem Fundamentalismus gestürzten Regierung auch Erdogans Unterweiser Necmettin Erbakan gezählt habe, habe der Schüler befunden, dass die Zeit der Vergeltung an den Gegnern der Scharia schon gekommen sei.